# رانكو بوبوفيتش
رانكو بوبوفيتش (بالصربية: Ранко Поповић)‏ (Ranko Popović) (مواليد 26 يونيو 1967)، هو لاعب كرة قدم سابق كان يلعب كمدافع.

## وصلات خارجية
- رانكو بوبوفيتش على موقع قاعدة بيانات كرة القدم.إي يو (الإنجليزية)
- رانكو بوبوفيتش على موقع Soccerway.com (الإنجليزية)
- رانكو بوبوفيتش على موقع عالم كرة القدم.نت (الإنجليزية)

- J.League Data Site (باليابانية)